# Mario Aerts
Pour les articles homonymes, voir Aerts.

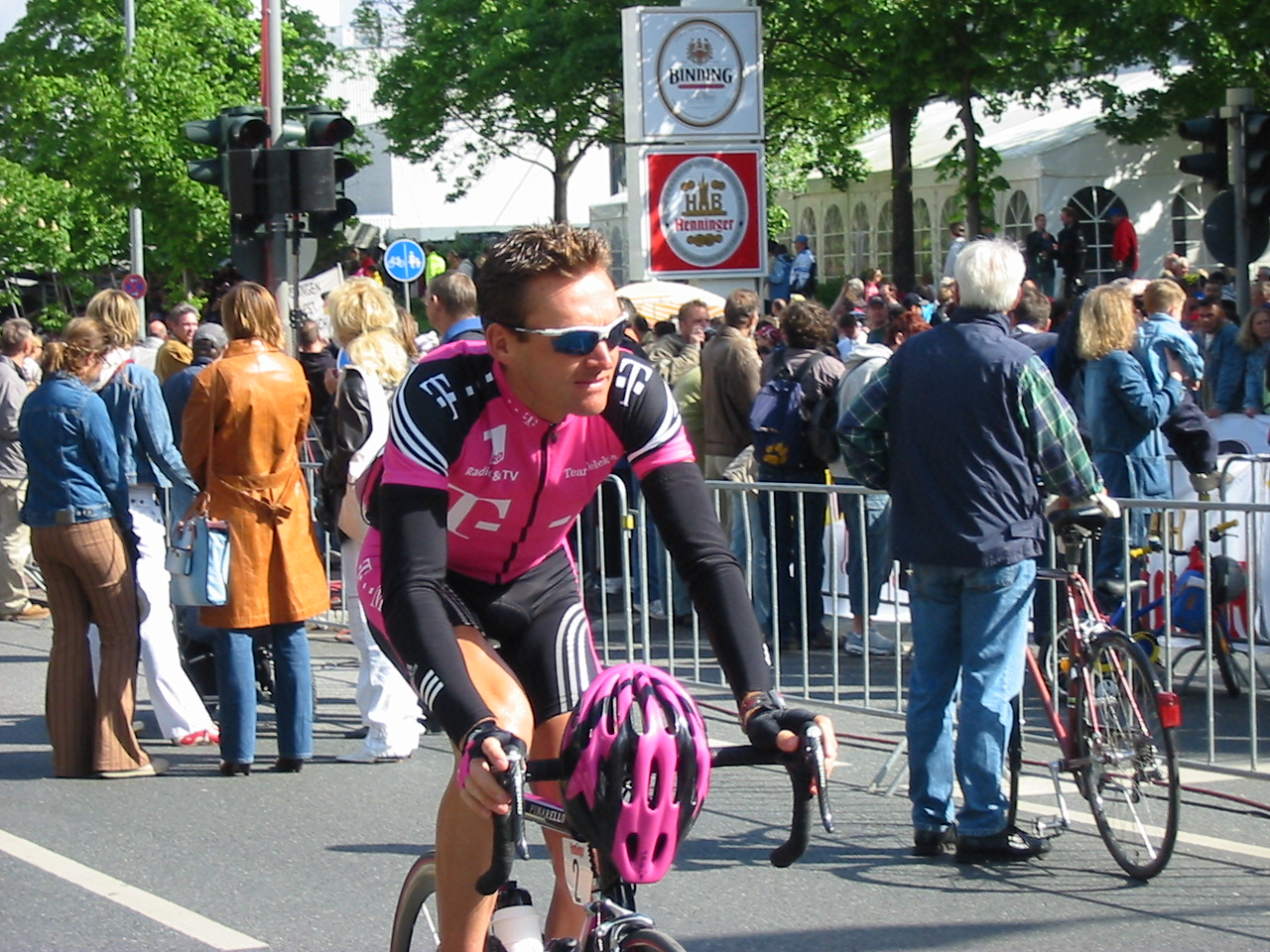
Au Grand Prix de Francfort 2003

Mario Aerts, né à Herentals le 31 décembre 1974, est un coureur cycliste belge. Professionnel de 1996 à 2011, son principal fait d'armes est une victoire sur la Flèche wallonne en 2002. En 2007, il devient le vingt-cinquième coureur, et le premier Belge, à terminer les trois grands tours en une saison. Il est actuellement directeur sportif de l'équipe Lotto-Soudal.

## Palmarès sur route

### Palmarès amateur
- 1994
  - 6e étape du Tour de la Région wallonne
  - 2e du Tour de Liège
- 1995
  - 2e du Triptyque ardennais
  - 2e de l'Internationale Wielertrofee Jong Maar Moedig
  - 2e du Tour de Wallonie
  - 2e de la Course des chats
  - 2e du Zesbergenprijs Harelbeke
  - 3e de la Flèche ardennaise

### Palmarès professionnel
- 1996
  - Grand Prix d'Isbergues
- 1997
  - Classement général du Circuit franco-belge
- 1998
  - 2e du Samyn
- 1999
  - 3e de la Flèche wallonne
  - 3e de la Route du Sud
  - 4e du Tour du Pays basque
- 2000
  - 5e de la Flèche wallonne
- 2001
  - Classement général du Tour de la province de Lucques
  - 3e du Tour de Rhénanie-Palatinat
  - 6e de Paris-Nice
  - 9e du Championnat de Zurich
- 2002
  - Flèche wallonne
  - 3e du Grand Prix Miguel Indurain
  - 5e du Tour du Pays basque
  - 9e de Paris-Nice
- 2006
  - 3e de la Semaine internationale Coppi et Bartali
- 2008
  - 7e de la course en ligne des Jeux olympiques de Pékin

### Classements mondiaux
| Année                  | 2005 | 2006 | 2007 | 2008 | 2009 | 2010 |
| ---------------------- | ---- | ---- | ---- | ---- | ---- | ---- |
| Classement ProTour     | 142e |      | 228e |      |      |      |
| Calendrier mondial UCI |      |      |      |      |      | 240e |

### Résultats sur les grands tours

#### Tour de France
10 participations
- 1999 : 21e
- 2000 : 28e
- 2001 : 27e
- 2002 : 50e
- 2003 : 89e
- 2005 : 112e
- 2006 : 106e
- 2007 : 70e
- 2008 : 31e
- 2010 : 33e

#### Tour d'Espagne
4 participations
- 1998 : 41e
- 2003 : 51e
- 2005 : 15e
- 2007 : 28e

#### Tour d'Italie
2 participations
- 2001 : 63e
- 2007 : 20e

## Palmarès en VTT
- 1991
  -  Champion de Belgique juniors de descente
- 1992
  -  Champion de Belgique juniors de cross-country
- 1993
  -  Champion de Belgique juniors de cross-country

## Distinctions
- Vélo de cristal du meilleur équipier : 2008 et 2010